# Los Angeles Kings
I Los Angeles Kings sono una squadra professionistica di hockey su ghiaccio della NHL con sede a Los Angeles, California. Nel campionato NHL sono collocati nella Western Conference; più precisamente nella Pacific Division, insieme ai Vegas Golden Knights, San Jose Sharks, Arizona Coyotes, Calgary Flames, Edmonton Oilers, Vancouver Canucks e agli Anaheim Ducks, i principali rivali dei Kings, situati a Anaheim, a soli 56 km di distanza.

## Storia
I Los Angeles Kings furono fondati il 9 febbraio 1966, quando Jack Kent Cooke ebbe la licenza da parte della NHL di creare una franchigia nella città di Los Angeles. Cooke dopo l'iniziale rifiuto da parte dei gestori del Los Angeles Memorial Sports Arena (in cui giocavano anche i Los Angeles Lakers), decise di costruire in un sobborgo della città (Inglewood) un'arena apposita per ospitare i Kings: il Great Western Forum. Mentre la nuova arena era in costruzione, i neonati Kings esordirono nel campionato NHL giocando nella Long Beach Arena, in un sobborgo di Long Beach, nella loro prima partita, il 14 ottobre del 1967 i Los Angeles Kings batterono i Philadelphia Flyers per 4-2. L'esordio al Great Western Forum avvenne invece il 30 dicembre 1967, con la sconfitta per mano dei Philadelphia Flyers per 2-0. La squadra riuscì a raggiungere la sua prima finale di Stanley Cup nella stagione 1992-1993, venendo però battuta dai Montreal Canadiens per 4-1 in serie.
Al termine della stagione 2011-2012, pur essendo arrivati solo ottavi nella stagione regolare, i Kings superarono nei playoff, rispettivamente i Vancouver Canucks (4-1 nella serie), i St. Louis Blues (4-0) e i Phoenix Coyotes (4-1); infine nella finale della Stanley Cup superarono per 4-2 i New Jersey Devils.
Nella stagione 2012-2013 a causa inizialmente dello sciopero dei giocatori, i Kings giocarono solamente 48 partite. Passarono ai playoff grazie al 2° nella Pacific Division con il record di 27 vittorie, 16 sconfitte e 5 partite all'overtime. Nei playoff superarono al 1º turno i St. Louis Blues per 4-2, nel secondo superarono per 4-3 i San Jose Sharks, ma vennero eliminati per 4-1 dai Chicago Blackhawks.

## Logo
Dal 2011 la corona argentata bordata in nero e viola venne sostituita da una versione senza il colore viola, sparito quest'ultimo anche dalle divise ufficiali di gioco.

## Giocatori importanti

### Membri della Hockey Hall of Fame
- Marcel Dionne
- Wayne Gretzky
- Jari Kurri
- Larry Murphy
- Larry Robinson

### Numeri ritirati
- 4 Rob Blake
- 16 Marcel Dionne
- 18 Dave Taylor
- 20 Luc Robitaille
- 30 Rogie Vachon
- 99 Wayne Gretzky (ritirato in tutta la NHL)

## Roster Los Angeles Kings
N.B.: aggiornato al 4 agosto 2013
- Posizione: P=portiere; D=difensore; C=centro; A=ala; AS=ala sinistra; AD=ala destra;
- Presa/Tiro: SX=sinistra; DX=destra;
- (C)=capitano; (A)=capitano alternativo;
- (R)=rookie; (FA)=free agent.

| Numero | Nazionalità            | Nome                | Posizione | Presa/Tiro |
| ------ | ---------------------- | ------------------- | --------- | ---------- |
| 32     | Stati Uniti (bandiera) | Jonathan Quick      | P         | SX         |
| --     | Canada (bandiera)      | Ben Scrivens        | P         | SX         |
| 8      | Canada (bandiera)      | Drew Doughty        | D         | DX         |
| 5      | Canada (bandiera)      | Keaton Ellerby (FA) | D         | SX         |
| 27     | Stati Uniti (bandiera) | Alec Martinez       | D         | SX         |
| 24     | Stati Uniti (bandiera) | Derek Forbort       | D         | SX         |
| 33     | Canada (bandiera)      | Willie Mitchell     | D         | SX         |
| 6      | Canada (bandiera)      | Jake Muzzin         | D         | SX         |
| 44     | Canada (bandiera)      | Robyn Regehr        | D         | SX         |
| --     | Canada (bandiera)      | Jeff Schultz        | D         | SX         |
| 26     | Russia (bandiera)      | Slava Voynov        | D         | DX         |
| 23     | Stati Uniti (bandiera) | Dustin Brown (C)    | AD        | DX         |
| --     | Canada (bandiera)      | Daniel Carcillo     | AS        | SX         |
| 77     | Canada (bandiera)      | Jeff Carter         | C         | DX         |
| 13     | Canada (bandiera)      | Kyle Clifford       | AS        | SX         |
| 24     | Canada (bandiera)      | Colin Fraser        | C         | SX         |
| --     | Canada (bandiera)      | Matt Frattin        | AD        | DX         |
| 74     | Canada (bandiera)      | Dwight King         | AS        | SX         |
| 11     | Slovenia (bandiera)    | Anže Kopitar (A)    | C         | SX         |
| 22     | Stati Uniti (bandiera) | Trevor Lewis        | C         | DX         |
| 71     | Canada (bandiera)      | Jordan Nolan        | C         | SX         |
| 82     | Stati Uniti (bandiera) | Brian O'Neill       | C         | SX         |
| 10     | Canada (bandiera)      | Mike Richards (A)   | C         | SX         |
| 28     | Canada (bandiera)      | Jarret Stoll        | C         | DX         |
| 73     | Canada (bandiera)      | Tyler Toffoli       | C         | DX         |
| 14     | Canada (bandiera)      | Justin Williams     | AD        | DX         |

*Roster ufficiale su Kings.com